# MSX-Music
MSX-Music — название стандарта, разработанного в 1987 году компанией Panasonic, на звуковые карты для бытовых компьютеров стандарта MSX.

## Описание стандарта
Стандарт MSX-Music был разработан позже, чем MSX-Audio (1985 год), в качестве стандарта для собственного звукового расширения MSX-совместимых компьютеров компании Panasonic, называемого FM-PAC. Для удешевления устройства в качестве его основы используется микросхема звукогенератора Yamaha YM2413, более дешёвая, чем применяемая в устройствах MSX-Audio микросхема Y8950. YM2413 имеет меньшие возможности, несовместима с Y8950, и, соответственно. с программным обеспечением для MSX-Audio. Устройства стандарта MSX-Music используют упрощённую версию BIOS MSX-Audio, модифицированную для работы с микросхемой YM2413; не имеют поддержки воспроизведения цифрового звука с ADPCM-сжатием; и позволяют использовать всего один пользовательский инструмент (плюс около 60, предопределённых при изготовлении).
Устройства MSX-Music выполнялись в виде картриджа, устанавливаемого в один из слотов компьютера.

## Технические характеристики
Основной набор возможностей, поддерживаемый любым устройством MSX-Music:
- Синтезатор на основе частотной модуляции
  - 9 каналов 2-х операторного синтеза
  - Также доступен режим 6-канального синтезатора плюс 5 ударных инструментов
  - Около 60 предопределённых при изготовлении инструментов
  - Только один инструмент может быть определён пользователем
  - Две доступные формы сигнала

## Устройства
Существовало довольно большое количество устройств, соответствующих стандарту MSX-Audio. Первым из них, установившим стандарт, было устройство FM-PAC (полное название FM Pana Amusement Cartridge) фирмы Panasonic. Впоследствии подобные устройства, под различными названиями, производились различными фирмами в разных странах. Известны следующие устройства:

### Panasonic SW-M004 FM-PAC
- 16 КБ ПЗУ, содержащее FM-BASIC
- 4 КБ ОЗУ (аналогично устройству Panasonic SW-M001 PAC)
- Дискретный регулятор громкости в виде переключателя, три возможных уровня громкости
- Монофонический выход

### MK FM-PAK
Особенности неизвестны

### Zemina Music Box
Также известна под названием FM-Ship.
- Отсутствует FM-BASIC

### FM-Stereo-PAK
Производилось фирмой Checkmark, Нидерланды.
- Псевдостереофонический выход. Ударные инструменты звучат в одном канале, мелодические в другом
- Выходные разъёмы находятся на картридже
- Отсутствует FM-BASIC

### FM Sound Stereo
Производилось фирмой Technobyte, Бразилия.
- Псевдостереофонический выход
- Выходные разъёмы находятся на картридже
- Переключатель, позволяющий смешивать звук встроенной микросхемы звукогенератора компьютера со звуком устройства

### MSX2+, Turbo R, OCM
Помимо исполнения в виде отдельных устройств, устройство MSX-Music встраивалось во многие компьютеры, соответствующие стандарту MSX2+. Впоследствии стандарт MSX-Music был использован как часть стандарта MSX Turbo R, и применялся в компьютерах этого типа как штатное звуковое устройство. Компьютер One Chip MSX компании Bazix, выпущенный в 2006 году, также имеет встроенную FPGA-реализацию MSX-Music.
Все компьютеры, имеющие встроенное устройство MSX-Music, имеют также ПЗУ, содержащее FM-BASIC.

## Программное обеспечение
Для MSX-Music существует большое количество музыкальных редакторов:
- Synth Saurus v2.0, v3.0 (наиболее известен в Японии)
- MuSICA (также известен в Японии; имеет поддержку PSG и SCC+)
- SoundTracker v1.0, v2.0, Pro (изначально создан для Philips Music Module, карты стандарта MSX-Audio)
- Moonblaster (также поддерживает MSX-Audio и PSG)
- Oracle
- PCM Tracker v1.10 (также поддерживает PSG, и цифровой звук на Turbo R)
- Koustracker
- Studio FM
- Pro Tracker
- Super Music Editor 3.0 (также поддерживает MSX-Audio, PSG, SCC).

Также, устройство MSX-Music поддерживается почти во всех играх, вышедших после 1988 года, и почти во всём любительском программном обеспечении (демонстрационных программах, электронных журналах, сборниках музыки, и т. п.), выпущенном после 1990 года.

## Эмуляция
В 2001 году Mitsutaka Okazaki написал эмулятор микросхемы YM2413, код которого был использован во многих эмуляторах MSX. В настоящее время эмуляция MSX-Audio реализована, в частности, в эмуляторах openMSX и blueMSX.